# Цериантарии
Церианта́рии (лат. Ceriantharia) — отряд коралловых полипов из подкласса шестилучевых (Hexacorallia). Донные стадии жизненного цикла ведут роющий образ жизни в рыхлых грунтах, для питания выставляя наружу ротовой конец с многочисленными щупальцами. Личинки цериантарий — церинулы — подолгу существуют в планктоне, где ведут хищный образ жизни. В настоящее время описано около 100 видов, многие из которых известны лишь по планктонным стадиям.

## Строение и образ жизни
На стадии полипа цериантарии — одиночные донные организмы, лишённые развитого твёрдого скелета. Бо́льшая часть удлинённого тела одета трубкой, состоящей из слизи и содержимого особых стрекательных капсул — птихоцист, которые встречаются только у представителей этого отряда. Вокруг ротового отверстия расположены щупальца, объединённые в два концентрических венчика. Щупальца наружного венчика (маргинальные, или краевые) — обладают большей длиной, чем лабиальные щупальца, составляющие внутренний венчик. Противоположный рту конец тела расширен в физу — образование, служащее для заякоривания полипа в грунте. Благодаря её наличию, потревоженные цериантарии способны втягивать в трубку передний конец тела вместе со щупальцами.

## Галерея

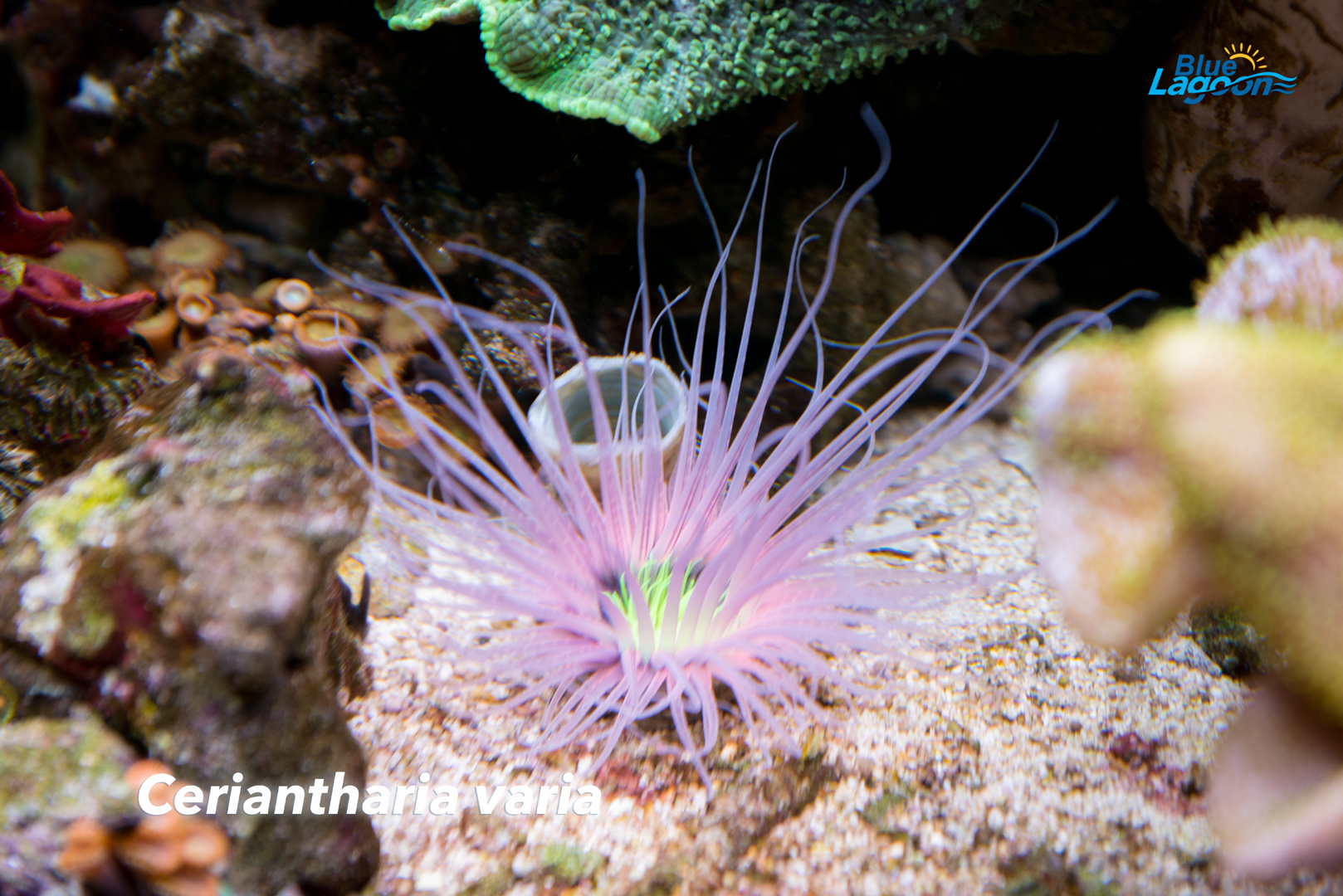

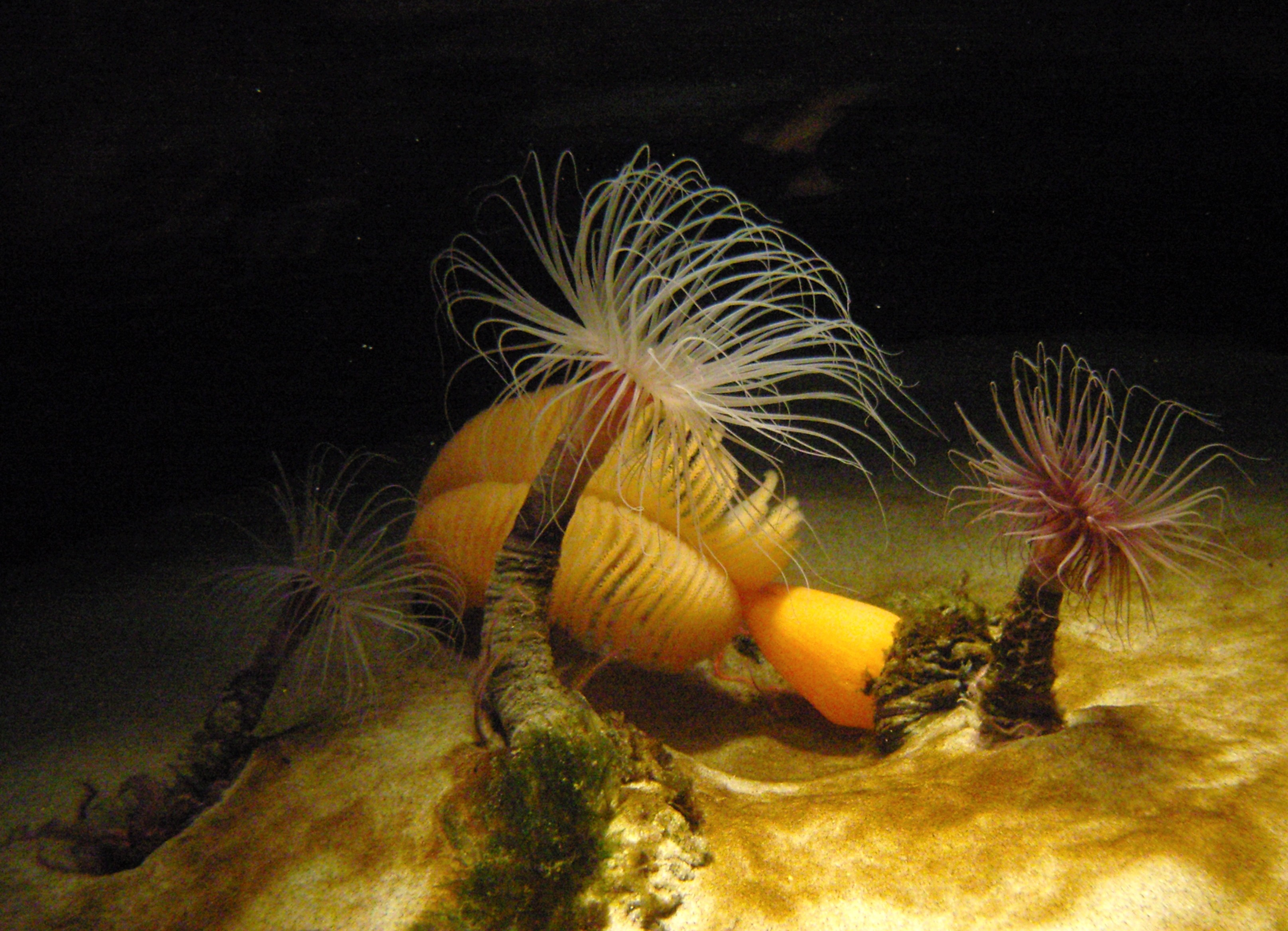
Ceriantharia в аквариуме бухты Монтерей
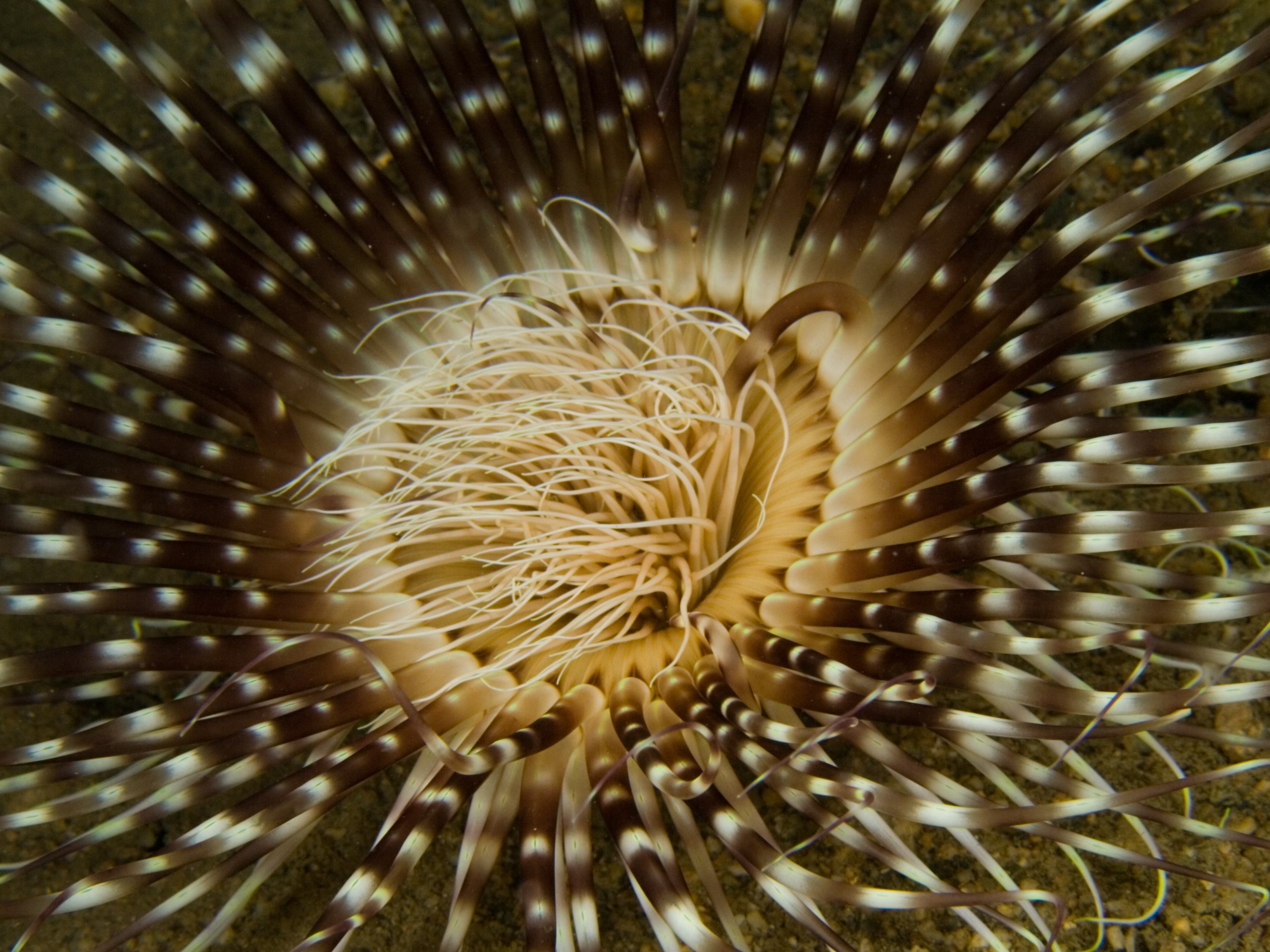
Венчики щупалец крупным планом
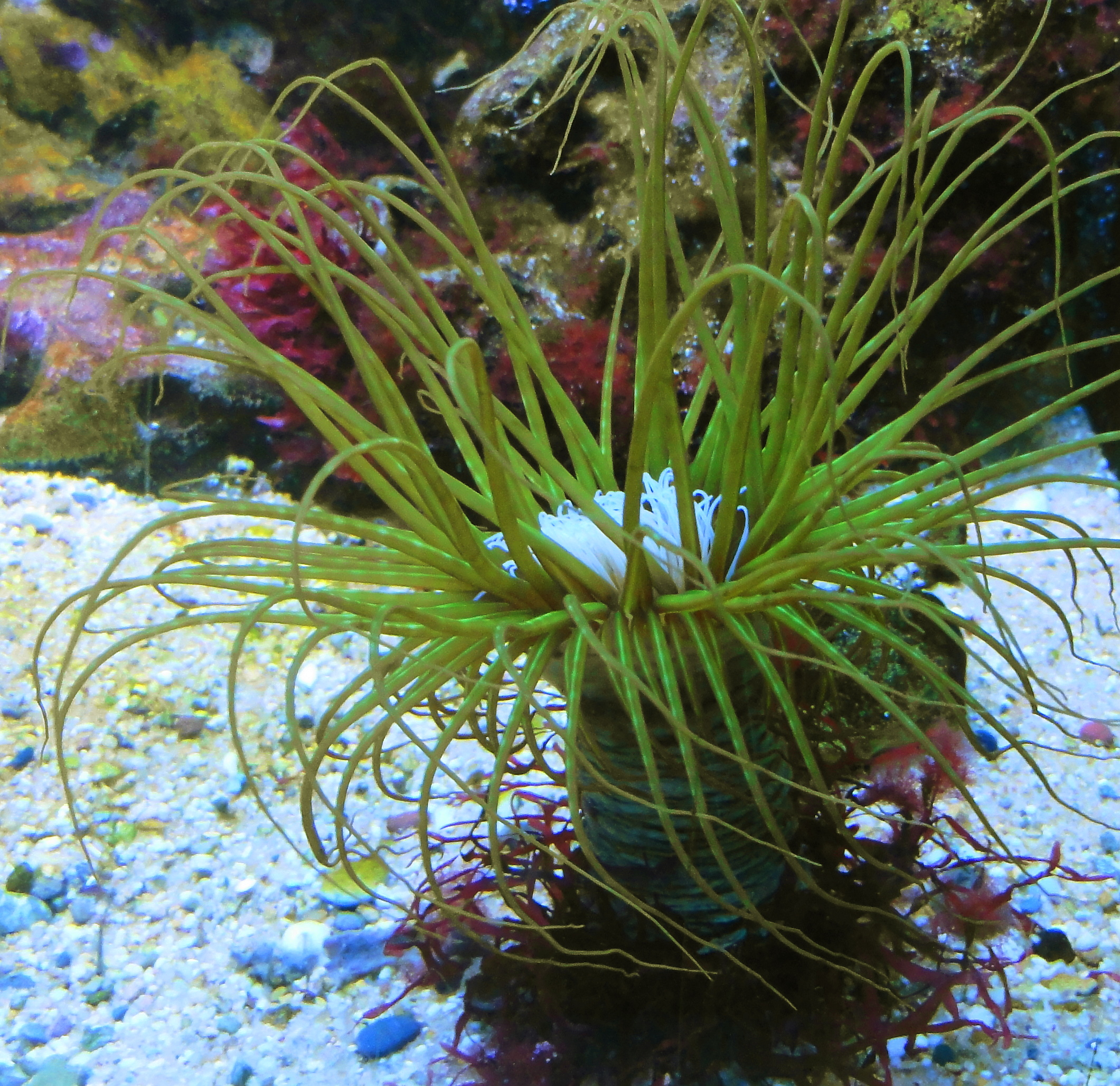
Cerianthus membranacea в аквариуме